# تامی بنکس (بازیکن فوتبال)
تامی بنکس (انگلیسی: Tommy Banks؛ ‏۱۰ نوامبر ۱۹۲۹ – ۱۳ ژوئن ۲۰۲۴) یک بازیکن فوتبال اهل انگلستان بود . وی سابقهٔ بازی در تیم ملی فوتبال انگلستان را در کارنامهٔ خود دارد. وی در تاریخ ۱۸ مه ۱۹۵۸ نخستین بازی ملی بود را در مقابل تیم ملی فوتبال اتحاد جماهیر شوروی انجام داد و با حضور در ۶ بازی ملی، در تاریخ ۴ اکتبر ۱۹۵۸ واپسین بازی ملی‌اش را در برابر تیم ملی فوتبال ایرلند شمالی برگزار کرد.